# Parafia Matki Bożej Pocieszenia w Świnnej Porębie
Parafia Matki Bożej Pocieszenia w Świnnej Porębie – parafia archidiecezji krakowskiej Kościoła katolickiego obrządku łacińskiego, wchodząca w skład dekanatu Wadowice – Południe.

## Historia
Parafia została erygowana przez arcybiskupa metropolitę krakowskiego kardynała Stanisława Dziwisza w 2008. Obszar nowej parafii został wydzielony z parafii pw. św. Wojciecha w Mucharzu.
W obrębie parafii znajdują się wsie Jamnik (ok. 300 wiernych), Koziniec (672 wiernych) i Świnna Poręba (764 wiernych).

### Kościół parafialny
18 października 2000 w Świnnej Porębie ówczesny arcybiskup metropolita krakowski kardynał Franciszek Macharski poświęcił kaplicę, która obecnie służy za tymczasowy kościół parafialny. Właściwy kościół parafialny ma powstać przy dotychczasowej kaplicy. W kościele znajduje się obraz Matki Bożej Pocieszenia z XIX wieku.

### Koziniec
W wiosce Koziniec, odległej o 2 km od kościoła parafialnego, znajduje się kaplica pw. Matki Bożej Różańcowej. W kaplicy znajduje się obraz Matki Bożej Różańcowej z XIX wieku.

## Proboszczowie
- ks. Janusz Żmuda (od 1 lipca 2008 – 2023)[1]
- ks. Sławomir Chwałek (od 1 lipca 2023)[1]